# Francisco Hernández de Córdoba (Entdecker von Yucatán)

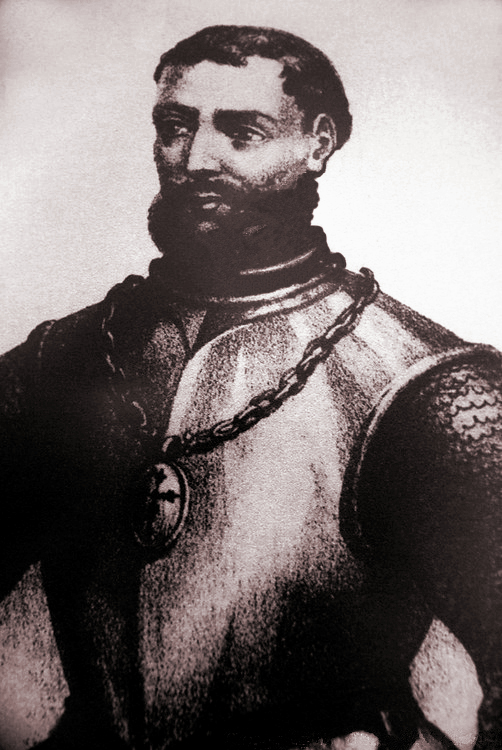
Francisco Hernández de Córdoba

Francisco Hernández de Córdoba († 1517 in Sancti Spíritus, Kuba) war ein spanischer Konquistador und Leiter der Expedition, die den Anfang der Spanischen Eroberung Mexikos bedeutete.

## Leben

### Expedition des Hernández de Córdoba
Hernández de Córdoba hatte sich bereits einige Zeit als wohlhabender Siedler auf Kuba niedergelassen, bevor ihm Diego Velázquez de Cuéllar, der  Gouverneur von Kuba, die Genehmigung erteilte, auf der vor der Küste des heutigen Honduras gelegenen Insel Guanaja, die Christoph Kolumbus am 30. Juli 1502 entdeckt hatte, Sklaven zu fangen. Unter Historikern ist umstritten, ob es tatsächlich die Absicht von Hernández war, auf Sklavenjagd zu gehen, oder ob ihm von Velázquez der Auftrag erteilt wurde, neue Entdeckungen und Eroberungen für die Spanische Krone durchzuführen. Ein Beleg für die letztere These ist die Tatsache, dass der verantwortliche Steuermann seiner Flotte Antón de Alaminos war, ein geachteter Seefahrer, der Kolumbus auf seiner letzten Fahrt 1502 bis 1504 bereits als Steuermann gedient und Juan Ponce de León 1513 bei der Entdeckung Floridas begleitet hatte. Hier hatte er auch als erster Europäer eine starke Meeresströmung bemerkt, die später als Golfstrom bezeichnet wurde.

#### Entdeckung Yucatáns
Am 8. Februar 1517 verließ Hernández de Córdoba mit 3 Schiffen und 110 Mann Kuba. Zu den Teilnehmern der Expedition zählte auch Bernal Díaz del Castillo, der später Hernán Cortés bei seinem Eroberungszug in Mexiko begleitete und darüber ein Buch schrieb. Durch einen heftigen Sturm verlor die Flotte die Orientierung und wurde schließlich an die Küste der Halbinsel Yucatán in die Nähe des Kap Catoche verschlagen. Aus der Ferne sichtete Hernández an Land große Steingebäude und eine befestigte Stadt, der er den Namen El Gran Kairo (das große Kairo) gab, da er wohl die Bauwerke mit den Pyramiden nahe dem ägyptischen Kairo in Verbindung brachte, die er jedoch mit Sicherheit nie gesehen hatte.
Es war der 4. März 1517, als sich einige der Einwohner mit Gesten des Friedens und freundlichen Gesichtern in Kanus den Schiffen des Hernández näherten. Die Kommunikation gestaltete sich naturgemäß schwierig, da keiner des anderen Sprache beherrschte. Diese erste Begegnung zwischen den Spaniern und den Mayas ist der Ursprung einer unbestätigten Erklärung für den Namen der Halbinsel Yucatán. Die Spanier fragten angeblich, wie dieses Land heiße, und die Maya antworteten: Yuk ak katán (oder Ma’ k u’uyik a t’àani’), was so viel heißt wie: „Ich verstehe deine Sprache nicht“.

#### Schlacht von Catoche
Die ersten freundlichen Kontakte, bei denen Geschenke ausgetauscht wurden, beurteilten die Spanier dennoch durchaus skeptisch. Für den geplanten Landgang hatten sie deshalb zahlreiche Waffen dabei. Die Furcht der Spanier war begründet, insbesondere als sie eine größere Gruppe von Einwohnern am Ufer sichteten, von denen sie in deren Stadt begleitet wurden. Dort gerieten sie tatsächlich in einen Hinterhalt. Mit Pfeilen und Spießen griffen die Bewohner an, wurden aber von den Spaniern mit überlegenen Waffen, Armbrust, Arkebuse und Degen, zurückgeschlagen. Die Einheimischen flüchteten, und die Spanier bemächtigten sich einiger weniger Schmuckstücke aus Gold, die sie in den Tempeln fanden.
Eine zunächst weit wichtigere „Beute“ waren zwei Mayas, die man gefangen nahm, um sie zu Dolmetschern auszubilden. Als sie im römisch-katholischen Glauben getauft wurden, erhielten sie die Namen Julián und Melchior. Sie begleiteten Hernández auf seiner Weiterreise.

#### Weiterreise
Antón de Alaminos legte einen Kurs entlang der Küste nach Westen und war sich zunächst sicher, eine Insel zu umsegeln, als die Küste nach Süden abfiel. Die größte Not auf den Schiffen war fehlendes Trinkwasser.
Am 20. März 1517 sichtete man eine Siedlung. Es war der Tag, an dem die Spanier das Lazarus-Fest feierten, so nannte man die Siedlung Lázaro. Erst bei der späteren Gründung einer spanischen Siedlung an dieser Stelle erhielt der Ort den Namen Campeche, der sich aus der alten Mayabezeichnung Kaan Peech (Schlange Zecke) ableitet.
Die Erfahrung hatte die Spanier gelehrt, bei einem Landgang mit äußerster Vorsicht zu agieren. Tatsächlich wiederholten sich die Vorkommnisse von Catoche, als man beim Auffüllen der Wasserfässer erneut auf Einheimische traf, welche die Spanier mit freundlichen Gesten zu ihrem Tempel führten. Schnell erkannte man, dass es sich hier um einen Opferplatz handeln könnte, und als immer mehr Menschen hinzukamen und man glaubte, dass diese Zeremonien vollzogen, entschieden sich die Spanier, zu ihren Schiffen zurückzukehren.
Trotz der Vorkommnisse war man entschlossen, nicht umzukehren, sondern die Reise entlang der Küste fortzusetzen.

#### Schlacht von Champotón
Ein mehrere Tage wütender Sturm verhinderte, dass die Flotte des Hernández in annähernd 10 Tagen weiter als nur ungefähr 60 km die Küste nach Süden vordrang. An einer kleinen Bucht, in die ein Fluss (Río Champotón) mündete, ging man erneut an Land. Der Landungsort entspricht der heutigen Stadt Champotón, dessen Name sich aus der alten Mayabezeichnung Chakán Putum (Region der Grasebene) ableitet.
Die Ereignisse von Catoche und Campeche wiederholten sich auch in Champotón. Die Spanier trafen bei ihrer Landung auch hier auf Einheimische, dennoch verbrachten sie die Nacht an Land, denn der Frischwassernotstand war größer als die Furcht vor der Bevölkerung. Man war bereit zu kämpfen. Im Licht der Morgendämmerung griffen die Spanier zu ihren Waffen, doch die hierdurch zunächst eingeschüchterte Bevölkerung war zahlenmäßig weit überlegen. Sie hielten einen Sicherheitsabstand, schossen Pfeile ab und warfen den Spaniern Spieße und Steine entgegen.
Das vorrangige Ziel der unter dem Kaziken Moch Couoh kämpfenden Maya war zunächst die Tötung des Anführers der Spanier, Hernández de Cordoba. Tatsächlich gelang es ihnen, Hernández schwer zu verwunden. 10 oder mehr Pfeile sollen ihn getroffen haben. Die Situation schien hoffnungslos. Schließlich begannen die Maya, ihre verwundeten Gegner lebend fortzuschleppen. Nachdem ihnen zwei Spanier in die Hände gefallen waren, entschloss sich Hernández zum Rückzug. Ohne ihre Wasserfässer und teilweise schwimmend erreichten die Spanier ihre Schiffe. Auf dem Schlachtfeld blieben 50 Tote aus ihren Reihen zurück, weitere 5 starben an Bord.

#### Rückkehr nach Kuba
Die Expeditionsmannschaft des Hernández war durch die Verluste um die Hälfte reduziert. Eine Bemannung aller drei Schiffe war damit unmöglich geworden, so dass man eines der Schiffe in Brand setzte und mit zwei Schiffen die Rückreise in Angriff nahm.
Der erfahrene Steuermann Alaminos schlug vor, zunächst zu dem ihn bekannten Florida zu segeln, um die auf diesem Kurs vorhandenen besseren Winde auszunutzen und so schneller nach Kuba zurückkehren zu können. Die Seeleute waren dem Verdursten nahe, als man nach vier Tagen die Küste Floridas erreichte. Trotz der Gefahr, die nach der Erfahrung Alaminos auch hier von der Bevölkerung ausging, war eine Landung zum Wasserholen unumgänglich. Tatsächlich mussten sich die 20 an Land gegangenen Spanier nach einiger Zeit der Angriffe der Fremden erwehren, konnten aber mit ausreichenden Wasservorräten zu den Schiffen zurückkehren.
Mehr als zwei Monate nach Beginn der Expedition erreichte Hernández nahe Havanna wieder Kuba. 10 Tage später erlag er seinen schweren Verletzungen.

## Auswirkungen der Expedition des Hernández
Zwei Drittel der Expeditionsmannschaft hatten ihr Leben gelassen. Es konnte kein Land erobert werden und die erhofften Reichtümer wurden nicht gefunden. Die wenigen Schmuckstücke aus den Tempeln von Catoche und die Erzählungen der verwegenen Abenteurer reichten jedoch aus, um die Goldgier der Spanier weiter zu forcieren. Für den Gouverneur von Kuba, Diego Velázquez de Cuéllar, waren die Entdeckungen des Hernández de Córdoba jedenfalls von unschätzbarem Wert. Schon im folgenden Jahr 1518 wurde deshalb eine weitere Expedition unter Juan de Grijalva ausgeschickt, mit der die von Hernández eingeleitete spanische Eroberung Mexikos fortgesetzt werden sollte.